# Ополе
 Тази статия е за града в Полша.  За географската област в Косово вижте Ополе (област).  
Опо̀ле (на полски: Opole; на немски: Oppeln; на чешки: Opolí; силезки: Uopole) е град в Южна Полша. Административен център е на Ополското войводство, както и на Ополски окръг, без да е част от него. Самият град е обособен като самостоятелен градски окръг (повят)

## География
Градът е разположен на река Одра. Повят Ополе има площ 96,55 км2.

## Население
Според данни от полската Централна статистическа служба, към 1 януари 2014 г. населението на града възлиза на 120 146 души. Гъстотата е 1 244 души/км2.
Демографско развитие

## История
От 1526 до 1742 е в състава на Хабсбургските владения и е известен с името Опелн, след Войната за австрийското наследство 1740-42 е в състава на кралство Прусия, където остава до 1945 г. Той е историческата столица на Горна Силезия.

## Спорт
Градът е дом на футболния клуб „Одра“.

## Фотогалерия
- Старият град
- Драматичен театър „Ян Кохановски“
- Главната железопътна гара